# Čajevec (kamelija)
Čajevec (znanstveno ime Camellia sinensis, nekdaj Thea sinensis, kitajsko: 茶花; pinjin: Cháhuā, dobesedno: "čajni cvet"), tudi pravi čajevec ali pogosto čajni grm, je vednozeleno drevo, ki v divjini zrase do 16 m. Gojeni čajevec obrezujejo, da ostaja 0,5-1,5 m visok grm, širok ok. 1,5 m. Iz posušenih brstov se pripravlja čaj. Čajevec se ne sme zamešati z avstralskim čajevcem.

## Opis
Listi so premenjalno nameščeni, usnjati, celorobi ali nažagani, suličasti ali eliptični s priostrenim oz. šilastim, koničastim listnim vrhom, listna ploskev je velika 4-15 x 2-5 cm. Starejši listi so na zgornji ploskvi temno zeleni, spodaj pa svetlejši in rahlo puhasti. Cvetovi izraščajo iz zalistja in pod vršičkom, posamezni ali v skupinah po 2-4, imajo prijeten in močan vonj, 2-4 cm v premer, belo rumeni ali rahlo rožnati. 5-7 čašnih in 5-7 narobe jajčastih cvetnih listov, in izredno veliko rumenih prašnikov, izmed katerih so robni pri korenu zraščeni s cvetnimi listi. Plodnica je nadrasla, ima 3-5 predalov, v vsakem predalu je po 6 ovul. Plod je trokrpa loputasta glavica z vbočeno brazdo, rjavozelen, ima 2 cm premera in debelo, olesenelkasto lupino. V vsaki krpi ima 1-2 okroglikasta semena. Testa semen je svetlo rjava, brez endosperma, z debelima kličnima listoma, 14 polnima olj. Teža 1000 semen je 450-500 g.

## Sorte
Čajevce delimo v 2 glavni skupini - kitajske (Camellia sinensis var. sinensis) in indijske sorte (Camellia sinensis var. assamica). Poimenovanja beli, rumeni, zeleni, črni čaj in druge različice se nanašajo na opojno pijačo, pripravljeno iz različno obdelanih brstov omenjenih sort.
Kitajski čajevec: počasi rastoč, večdebelno oz. vrhnato drevo, majhni, pokončni, razmeroma ozki listi, posamezni cvetovi, razmeroma odporen proti mrazu, donosi so nizki - sem sodijo najbolj priljubljene sorte.
Asamski čajevci: hitrorastoči, enovrhnati (ang. single-stemmed), visoka drevesa z velikimi drooping listi, cvetovi 2-4 skupaj, prilagojeni tropskim nižinskim razmeram, donosi pogosto veliki. Pijača iz njih je temnejša in močnejša. Sem sodijo asamski in cejlonski čaji.
Velikolistna sorta Makino je gojena predvsem na Japonskem, zanjo je značilna grenčina, ki se rabi za izvleček. Obstaja več križancev med osnovnima tipoma; čajevci so zelo heterogeni zaradi tujeprašnosti.

## Uporaba
Čajni izvleček se rabi kot dodatek alkoholnim pijačam, mlečnim sladicam, bonbonom, sladicam in pudingom. Iz semen se stiska čajno olje, ki se rabi za sadne solate in kuhanje. Na Kitajskem se obravanava kot zdravilo (diuretik, karminativ, digestiv, stimulans, stomahik, raztrupljevalec), pomagal naj bi pri bakterijski griži, gastroenteritisu, hepatitisu, pitje čaja zniža krvni tlak, predvsem sistolični, zmanjša tveganje kardiovaskularnih bolezni.